# Dangerously in Love (album của Beyoncé)
Dangerously in Love là album phòng thu đầu tay của ca sĩ người Mỹ Beyoncé, phát hành ngày 23 tháng 6 năm 2003 bởi Columbia Records và Music World Entertainment. Trong quá trình thu âm album thứ ba của Destiny's Child Survivor (2001), nhóm thông báo rằng tất cả thành viên sẽ sản xuất album cá nhân. Những buổi thu âm cho Dangerously in Love diễn ra từ tháng 3 năm 2002 đến tháng 3 năm 2003, trong thời gian nhóm tạm ngừng hoạt động. Beyoncé đóng vai trò điều hành sản xuất cho dự án với cha cô và người quản lý lúc bấy giờ Mathew Knowles, trong đó cô đồng sáng tác phần lớn những bài hát, lựa chọn bản nhạc nào để sản xuất và chia sẻ ý tưởng về cách phối và master. Mặc dù nữ ca sĩ rất kín tiếng khi diễn giải về nội dung đĩa nhạc, giới truyền thông cho rằng tác phẩm ám chỉ đến mối quan hệ thân thiết của cô với rapper Jay-Z. Đây là một bản thu âm R&B kết hợp giữa những bản nhạc sôi động và ballad, đồng thời chịu ảnh hưởng từ nhạc soul, hip hop và nhạc Ả Rập.
Sau khi phát hành, Dangerously in Love nhận được những phản ứng tích cực từ các nhà phê bình âm nhạc, những người ca ngợi "bước nhảy vọt về mặt nghệ thuật" của Beyoncé. Ngoài ra, album còn nhận được sáu đề cử giải Grammy tại lễ trao giải thường niên lần thứ 46 và chiến thắng năm giải, bao gồm Album R&B đương đại xuất sắc nhất. Thành tích trên giúp nữ ca sĩ ngang bằng kỷ lục với Lauryn Hill, Alicia Keys và Norah Jones cho nghệ sĩ nữ thắng nhiều giải nhất trong một đêm tại thời điểm đó. Dangerously in Love cũng gặt hái nhiều thành công lớn về mặt thương mại, đứng đầu các bảng xếp hạng ở Canada, Đức, Ireland, Na Uy và Vương quốc Anh, đồng thời lọt vào top 10 ở những thị trường khác, bao gồm vươn đến top 5 ở những thị trường lớn như Úc, Áo, Đan Mạch, Hà Lan và Thụy Sĩ. Album ra mắt ở vị trí số một trên bảng xếp hạng Billboard 200 tại Hoa Kỳ với 317,000 bản được tiêu thụ trong tuần đầu, trở thành album quán quân đầu tiên của Beyoncé tại đây.
Năm đĩa đơn đã được phát hành từ Dangerously in Love. "Crazy in Love" đứng đầu bảng xếp hạng Billboard Hot 100 trong tám tuần liên tiếp và lọt vào top 10 ở hầu hết những quốc gia khác, cũng như được đề cử giải Grammy cho Thu âm của năm và thắng hai giải cho Bài hát R&B xuất sắc nhất và Hợp tác rap/hát xuất sắc nhất. "Baby Boy" cũng lặp lại thành tích tương tự và trải qua chín tuần thống trị bảng xếp hạng tại Hoa Kỳ. "Me, Myself and I" và "Naughty Girl" đều lọt vào top 5 trên bảng xếp hạng Billboard Hot 100 và gặt hái những thành công tương đối ở thị trường khác. Để quảng bá album, Beyoncé thực hiện chuyến lưu diễn Dangerously in Love Tour (2003) và sản xuất một album trực tiếp Live at Wembley (2004). Ngoài ra, cô cũng hợp tác với Alicia Keys và Missy Elliott để đồng tổ chức chuyến lưu diễn Verizon Ladies First Tour (2004). Tính đến nay, Dangerously in Love đã bán được hơn 11 triệu bản trên toàn thế giới, trở thành một trong những album bán chạy nhất của thế kỷ 21.

## Danh sách bài hát
| Dangerously in Love – Phiên bản tiêu chuẩn | Dangerously in Love – Phiên bản tiêu chuẩn           | Dangerously in Love – Phiên bản tiêu chuẩn                                                   | Dangerously in Love – Phiên bản tiêu chuẩn   | Dangerously in Love – Phiên bản tiêu chuẩn |
| STT                                        | Nhan đề                                              | Sáng tác                                                                                     | Sản xuất                                     | Thời lượng                                 |
| ------------------------------------------ | ---------------------------------------------------- | -------------------------------------------------------------------------------------------- | -------------------------------------------- | ------------------------------------------ |
| 1.                                         | "Crazy in Love" (hợp tác với Jay-Z)                  | Beyoncé Knowles Rich Harrison Shawn Carter Eugene Record                                     | Harrison Knowles                             | 3:56                                       |
| 2.                                         | "Naughty Girl"                                       | Knowles Scott Storch Robert Waller Angela Beyincé Pete Bellotte Giorgio Moroder Donna Summer | Storch Knowles                               | 3:28                                       |
| 3.                                         | "Baby Boy" (hợp tác với Sean Paul)                   | Knowles Storch Sean Paul Henriques Waller Carter                                             | Storch Knowles                               | 4:04                                       |
| 4.                                         | "Hip Hop Star" (hợp tác với Big Boi và Sleepy Brown) | Knowles Bryce Wilson Makeda Davis Antwan Patton Carter                                       | Knowles Wilson Big Boi [a]                   | 3:42                                       |
| 5.                                         | "Be with You"                                        | Knowles Harrison Beyince Shuggie Otis George Clinton Jr. William Collins Gary Cooper         | Harrison Knowles                             | 4:20                                       |
| 6.                                         | "Me, Myself and I"                                   | Knowles Storch Waller                                                                        | Storch Knowles                               | 5:01                                       |
| 7.                                         | "Yes"                                                | Knowles Bernard Edwards Jr. Carter                                                           | Knowles Focus...                             | 4:19                                       |
| 8.                                         | "Signs" (hợp tác với Missy Elliott)                  | Missy Elliott Nisan Stewart Craig Brockman                                                   | Elliott Brockman [b] Stewart [b] Knowles [c] | 4:58                                       |
| 9.                                         | "Speechless"                                         | Knowles Andreao Heard Sherrod Barnes Beyincé                                                 | Knowles Heard Barnes                         | 6:00                                       |
| 10.                                        | "That's How You Like It" (hợp tác với Jay-Z)         | Delroy Andrews Brian Bridgeman Knowles Carter Randy DeBarge Eldra DeBarge Etterlene Jordan   | D-Roy Mr. B Knowles                          | 3:39                                       |
| 11.                                        | "The Closer I Get to You" (với Luther Vandross)      | James Mtume Reggie Lucas                                                                     | Nat Adderley Jr.                             | 4:57                                       |
| 12.                                        | "Dangerously in Love 2"                              | Knowles Errol "Poppi" McCalla Jr.                                                            | Knowles McCalla                              | 4:53                                       |
| 13.                                        | "Beyoncé Interlude"                                  | Knowles                                                                                      | Knowles                                      | 0:16                                       |
| 14.                                        | "Gift from Virgo"                                    | Knowles Otis                                                                                 | Knowles                                      | 2:43                                       |
| 15.                                        | "Daddy"                                              | Knowles Mark Batson                                                                          | Knowles Batson                               | 4:58                                       |
| Tổng thời lượng:                           | Tổng thời lượng:                                     | Tổng thời lượng:                                                                             | Tổng thời lượng:                             | 60:52                                      |

| Dangerously in Love – Phiên bản đặt trước độc quyền tại Sony Music (nhạc số bổ sung) | Dangerously in Love – Phiên bản đặt trước độc quyền tại Sony Music (nhạc số bổ sung) | Dangerously in Love – Phiên bản đặt trước độc quyền tại Sony Music (nhạc số bổ sung) | Dangerously in Love – Phiên bản đặt trước độc quyền tại Sony Music (nhạc số bổ sung) | Dangerously in Love – Phiên bản đặt trước độc quyền tại Sony Music (nhạc số bổ sung) |
| STT                                                                                  | Nhan đề                                                                              | Sáng tác                                                                             | Sản xuất                                                                             | Thời lượng                                                                           |
| ------------------------------------------------------------------------------------ | ------------------------------------------------------------------------------------ | ------------------------------------------------------------------------------------ | ------------------------------------------------------------------------------------ | ------------------------------------------------------------------------------------ |
| 16.                                                                                  | "I Can't Take No More"                                                               | Knowles Mario Winans Michael Jones                                                   | Winans                                                                               | 4:46                                                                                 |

| Dangerously in Love – Phiên bản tại Châu Âu, Mỹ Latinh và Úc | Dangerously in Love – Phiên bản tại Châu Âu, Mỹ Latinh và Úc | Dangerously in Love – Phiên bản tại Châu Âu, Mỹ Latinh và Úc                | Dangerously in Love – Phiên bản tại Châu Âu, Mỹ Latinh và Úc | Dangerously in Love – Phiên bản tại Châu Âu, Mỹ Latinh và Úc |
| STT                                                          | Nhan đề                                                      | Sáng tác                                                                    | Sản xuất                                                     | Thời lượng                                                   |
| ------------------------------------------------------------ | ------------------------------------------------------------ | --------------------------------------------------------------------------- | ------------------------------------------------------------ | ------------------------------------------------------------ |
| 15.                                                          | "Work It Out"                                                | Knowles Pharrell Williams Chad Hugo                                         | The Neptunes                                                 | 4:06                                                         |
| 16.                                                          | "03 Bonnie & Clyde" (Jay-Z hợp tác với Beyoncé)              | Carter Kanye West Prince Darryl Harper Rick Rouse Tupac Shakur Tyrone Wrice | West                                                         | 3:25                                                         |
| 17.                                                          | "Daddy" (bản nhạc ẩn)                                        | Knowles Batson                                                              | Knowles Batson                                               | 4:57                                                         |
| Tổng thời lượng:                                             | Tổng thời lượng:                                             | Tổng thời lượng:                                                            | Tổng thời lượng:                                             | 67:47                                                        |

| Dangerously in Love – Phiên bản đặc biệt tại Châu Á | Dangerously in Love – Phiên bản đặc biệt tại Châu Á | Dangerously in Love – Phiên bản đặc biệt tại Châu Á | Dangerously in Love – Phiên bản đặc biệt tại Châu Á | Dangerously in Love – Phiên bản đặc biệt tại Châu Á |
| STT                                                 | Nhan đề                                             | Sáng tác                                            | Sản xuất                                            | Thời lượng                                          |
| --------------------------------------------------- | --------------------------------------------------- | --------------------------------------------------- | --------------------------------------------------- | --------------------------------------------------- |
| 17.                                                 | "Crazy in Love" (hợp tác với Vanness Wu)            | Knowles Carter Harrison Record                      | Knowles Harrison                                    | 3:56                                                |
| 18.                                                 | "Daddy" (bản nhạc ẩn)                               | Knowles Batson                                      | Knowles Batson                                      | 4:57                                                |
| Tổng thời lượng:                                    | Tổng thời lượng:                                    | Tổng thời lượng:                                    | Tổng thời lượng:                                    | 71:39                                               |

| Dangerously in Love – Phiên bản tại Nhật Bản | Dangerously in Love – Phiên bản tại Nhật Bản    | Dangerously in Love – Phiên bản tại Nhật Bản                                             | Dangerously in Love – Phiên bản tại Nhật Bản | Dangerously in Love – Phiên bản tại Nhật Bản |
| STT                                          | Nhan đề                                         | Sáng tác                                                                                 | Sản xuất                                     | Thời lượng                                   |
| -------------------------------------------- | ----------------------------------------------- | ---------------------------------------------------------------------------------------- | -------------------------------------------- | -------------------------------------------- |
| 15.                                          | "What's It Gonna Be"                            | Knowles LaShaun Owens Karrim Mack Corte Ellis Larry Troutman Roger Troutman Kandice Love | Knowles Soul Diggaz                          | 3:37                                         |
| 16.                                          | "03 Bonnie & Clyde" (Jay-Z hợp tác với Beyoncé) | Carter West Prince Harper Rouse Shakur Wrice                                             | West                                         | 3:25                                         |
| 17.                                          | "Work It Out"                                   | Knowles Williams Hugo                                                                    | The Neptunes                                 | 4:06                                         |
| 18.                                          | "Daddy" (bản nhạc ẩn)                           | Knowles Batson                                                                           | Knowles Batson                               | 4:57                                         |
| Tổng thời lượng:                             | Tổng thời lượng:                                | Tổng thời lượng:                                                                         | Tổng thời lượng:                             | 71:02                                        |

| Dangerously in Love – Phiên bản tại Pháp và Bỉ | Dangerously in Love – Phiên bản tại Pháp và Bỉ  | Dangerously in Love – Phiên bản tại Pháp và Bỉ | Dangerously in Love – Phiên bản tại Pháp và Bỉ | Dangerously in Love – Phiên bản tại Pháp và Bỉ |
| STT                                            | Nhan đề                                         | Sáng tác                                       | Sản xuất                                       | Thời lượng                                     |
| ---------------------------------------------- | ----------------------------------------------- | ---------------------------------------------- | ---------------------------------------------- | ---------------------------------------------- |
| 13.                                            | "Gift from Virgo"                               | Knowles Otis                                   | Knowles                                        | 2:45                                           |
| 14.                                            | "Bienvenue" (IAM hợp tác với Beyoncé)           | Akhenaton Shurik'n Deni Hines                  | IAM                                            | 4:05                                           |
| 15.                                            | "Beyoncé Interlude"                             | Knowles                                        | Knowles                                        | 0:16                                           |
| 16.                                            | "Work It Out"                                   | Knowles Williams Hugo                          | The Neptunes                                   | 4:06                                           |
| 17.                                            | "03 Bonnie & Clyde" (Jay-Z hợp tác với Beyoncé) | Carter West Prince Harper Rouse Shakur Wrice   | West                                           | 3:25                                           |
| 18.                                            | "Daddy" (bản nhạc ẩn)                           | Knowles Batson                                 | Knowles Batson                                 | 4:57                                           |
| Tổng thời lượng:                               | Tổng thời lượng:                                | Tổng thời lượng:                               | Tổng thời lượng:                               | 72:28                                          |

Ghi chú
- ^a  nghĩa là sản xuất giọng hát bổ sung
- ^b  nghĩa là đồng sản xuất
- ^c  nghĩa là sản xuất giọng hát
- Ở một số quốc gia mà "Daddy" được phát hành dưới dạng bản nhạc ẩn, bài hát bị loại khỏi bản phát hành nhạc số.

Ghi chú nhạc mẫu
- "Crazy in Love" sử dụng nhạc mẫu "Are You My Woman (Tell Me So)" của Chi-Lites
- "Naughty Girl" có chứa đoạn trích từ "Love to Love You Baby" của Donna Summer
- "Baby Boy" có chứa đoạn trích không được ghi nhận từ "Hot Stepper" của Ini Kamoze
- "Be with You" có chứa đoạn trích từ "I'd Rather Be with You" của Bootsy's Rubber Band, các đoạn trích từ "Strawberry Letter 23" của Shuggie Otis và đoạn nhạc mẫu không được ghi nhận từ "Ain't Nothing I Can Do" của Tyrone Davis
- "That's How You Like It" có chứa phần lời được hát lại từ "I Like It" của DeBarge
- "Gift from Virgo" được "lấy cảm hứng" từ "Rainy Day" của Shuggie Otis
- "'03 Bonnie & Clyde" có chứa đoạn trích từ "If I Was Your Girlfriend" của Prince và sử dụng nhạc mẫu từ "Me và My Girlfriend" của 2Pac
- "What's It Gonna Be" sử dụng nhạc mẫu "Do It Roger" của Roger Troutman

## Xếp hạng
| Bảng xếp hạng (2003–05)                  | Vị trí cao nhất |
| ---------------------------------------- | --------------- |
| Album Úc (ARIA)                          | 2               |
| Album Úc Urban (ARIA)                    | 1               |
| Album Áo (Ö3 Austria)                    | 3               |
| Album Bỉ (Ultratop Vlaanderen)           | 3               |
| Album Bỉ (Ultratop Wallonie)             | 13              |
| Album Canada (Billboard)                 | 1               |
| Album Canada R&B (Nielsen SoundScan)     | 6               |
| Album Đan Mạch (Hitlisten)               | 5               |
| Album Hà Lan (Album Top 100)             | 4               |
| Album Châu Âu (Billboard)                | 1               |
| Album Phần Lan (Suomen virallinen lista) | 6               |
| Album Pháp (SNEP)                        | 14              |
| Album Đức (Offizielle Top 100)           | 1               |
| Album Hy Lạp (IFPI)                      | 1               |
| Album Hungaria (MAHASZ)                  | 18              |
| Album Iceland (Tónlist)                  | 1               |
| Album Ireland (IRMA)                     | 1               |
| Album Ý (FIMI)                           | 16              |
| Album Nhật Bản (Oricon)                  | 12              |
| Album New Zealand (RMNZ)                 | 8               |
| Album Na Uy (VG-lista)                   | 1               |
| Album Ba Lan (ZPAV)                      | 18              |
| Album Bồ Đào Nha (AFP)                   | 16              |
| Album Scotland (OCC)                     | 1               |
| Album Hàn Quốc (RIAK)                    | 3               |
| Album Tây Ban Nha (AFYVE)                | 10              |
| Album Thụy Điển (Sverigetopplistan)      | 11              |
| Album Thụy Sĩ (Schweizer Hitparade)      | 2               |
| Album Anh Quốc (OCC)                     | 1               |
| Album Anh Quốc R&B (OCC)                 | 1               |
| Album Hoa Kỳ Billboard 200               | 1               |
| Album Hoa Kỳ Top R&B/Hip-Hop (Billboard) | 1               |

| Bảng xếp hạng (2004) | Vị trí cao nhất |
| -------------------- | --------------- |
| Album Nga (NFPF)     | 9               |

| Bảng xếp hạng (2003)                             | Vị trí |
| ------------------------------------------------ | ------ |
| Album Úc (ARIA)                                  | 51     |
| Album Úc Urban (ARIA)                            | 7      |
| Album Bỉ (Ultratop Flanders)                     | 39     |
| Album Đan Mạch (Hitlisten)                       | 74     |
| Album Hà Lan (Album Top 100)                     | 31     |
| Album Phần Lan Quốc tế (Suomen virallinen lista) | 38     |
| Album Pháp (SNEP)                                | 73     |
| Album Đức (Offizielle Top 100)                   | 37     |
| Album Hungaria (MAHASZ)                          | 85     |
| Album Ireland (IRMA)                             | 10     |
| Album New Zealand (RMNZ)                         | 36     |
| Album Hàn Quốc Quốc tế (MIAK)                    | 18     |
| Album Thụy Điển (Sverigetopplistan)              | 66     |
| Album Thụy Sĩ (Schweizer Hitparade)              | 13     |
| Album Anh Quốc (OCC)                             | 14     |
| Hoa Kỳ Billboard 200                             | 19     |
| Hoa Kỳ Top R&B/Hip-Hop Albums (Billboard)        | 12     |
| Toàn cầu (IFPI)                                  | 5      |
| Bảng xếp hạng (2004)                             | Vị trí |
| Album Úc (ARIA)                                  | 74     |
| Album Úc Urban (ARIA)                            | 9      |
| Album Bỉ (Ultratop Flanders)                     | 78     |
| Album Hà Lan (Album Top 100)                     | 79     |
| Album Pháp (SNEP)                                | 128    |
| Album Anh Quốc OCC)                              | 96     |
| Hoa Kỳ Billboard 200                             | 29     |
| Hoa Kỳ Top R&B/Hip-Hop Albums (Billboard)        | 12     |
| Bảng xếp hạng (2005)                             | Vị trí |
| Hoa Kỳ Billboard 200                             | 195    |
| Hoa Kỳ Top R&B/Hip-Hop Albums (Billboard)        | 98     |

| Bảng xếp hạng (2000–2009)                 | Vị trí |
| ----------------------------------------- | ------ |
| Hoa Kỳ Billboard 200                      | 59     |
| Hoa Kỳ Top R&B/Hip-Hop Albums (Billboard) | 67     |

| Bảng xếp hạng                             | Vị trí |
| ----------------------------------------- | ------ |
| Album Ireland Nghệ sĩ Nữ (IRMA)           | 40     |
| Album Anh quốc Nghệ sĩ Nữ Thế kỷ 21 (OCC) | 41     |
| Hoa Kỳ Billboard 200 (Nữ)                 | 95     |

## Chứng nhận
| Quốc gia | Chứng nhận  | Số đơn vị/doanh số chứng nhận |
| --- | ----------- | ----------------------------- |
| Argentina (CAPIF) | Vàng        | 20.000^                       |
| Úc (ARIA) | 3× Bạch kim | 210.000^                      |
| Áo (IFPI Áo) | Vàng        | 15.000*                       |
| Bỉ (BEA) | Vàng        | 25.000*                       |
| Brasil (Pro-Música Brasil) | Vàng        | 50.000‡                       |
| Canada (Music Canada) | 3× Bạch kim | 300.000‡                      |
| Đan Mạch (IFPI Đan Mạch) | 2× Bạch kim | 40.000‡                       |
| Pháp (SNEP) | 2× Vàng     | 200.000*                      |
| Đức (BVMI) | Bạch kim    | 300.000^                      |
| Hy Lạp (IFPI Hy Lạp) | Vàng        | 10.000^                       |
| Ý (FIMI) doanh số kể từ năm 2009 | Vàng        | 25.000‡                       |
| Nhật Bản (RIAJ) | Vàng        | 100.000^                      |
| Hà Lan (NVPI) | Vàng        | 40.000^                       |
| New Zealand (RMNZ) | Bạch kim    | 15.000^                       |
| Na Uy (IFPI) | Vàng        | 20.000*                       |
| Bồ Đào Nha (AFP) | Bạc         | 10.000^                       |
| Nga (NFPF) | Bạch kim    | 20.000*                       |
| Tây Ban Nha (PROMUSICAE) | Vàng        | 50.000^                       |
| Hàn Quốc (KMCA) | —           | 19,825                        |
| Thụy Điển (GLF) | Vàng        | 30.000^                       |
| Thụy Sĩ (IFPI) | Bạch kim    | 40.000^                       |
| Anh Quốc (BPI) | 4× Bạch kim | 1,260,000                     |
| Hoa Kỳ (RIAA) | 6× Bạch kim | 6.000.000‡                    |
| Tổng hợp |             |                               |
| Châu Âu (IFPI) | Bạch kim    | 1.000.000*                    |
| Toàn cầu | —           | 11,000,000                    |
| * Chứng nhận dựa theo doanh số tiêu thụ. ^ Chứng nhận dựa theo doanh số nhập hàng. ‡ Chứng nhận dựa theo doanh số tiêu thụ và phát trực tuyến. |             |                               |

## Lịch sử phát hành
| Khu vực        | Ngày                | Phiên bản  | Định dạng | Hãng đĩa             | Ct.     |
| -------------- | ------------------- | ---------- | --------- | -------------------- | ------- |
| Úc             | 23 tháng 6 năm 2003 | Tiêu chuẩn | CD        | Sony Music           | [ 100 ] |
| Vương quốc Anh | 23 tháng 6 năm 2003 | Tiêu chuẩn | CD        | Columbia             | [ 101 ] |
| Hoa Kỳ         | 24 tháng 6 năm 2003 | Tiêu chuẩn | CD        | Columbia Music World | [ 102 ] |
| Nhật Bản       | 25 tháng 6 năm 2003 | Tiêu chuẩn | CD        | Sony Music Japan     | [ 103 ] |
| Ba Lan         | 26 tháng 6 năm 2003 | Tiêu chuẩn | CD        | Sony Music           | [ 104 ] |
| Ý              | 27 tháng 6 năm 2003 | Tiêu chuẩn | CD        | Sony Music           | [ 105 ] |
| Đài Loan       | 3 tháng 7 năm 2003  | Đặc biệt   | CD        | Sony Music           | [ 106 ] |
| Đức            | 14 tháng 7 năm 2003 | Tiêu chuẩn | CD        | Sony Music           | [ 107 ] |